# Xiangong (köpinghuvudort i Kina, Shaanxi, lat 34,53, long 107,07)
Xiangong är en köpinghuvudort i Kina. Den ligger i provinsen Shaanxi, i den nordvästra delen av landet, omkring 170 kilometer väster om provinshuvudstaden Xi'an. Antalet invånare är 49 189. Befolkningen består av 25 520 kvinnor och 23 669 män. Barn under 15 år utgör 12,0 %, vuxna 15-64 år 80 %, och äldre över 65 år 6,0 %.
Runt Xiangong är det mycket tätbefolkat, med 1 411 invånare per kvadratkilometer. Närmaste större samhälle är Qianyang Chengguanzhen, 14,0 km norr om Xiangong. Trakten runt Xiangong består till största delen av jordbruksmark.
Genomsnittlig årsnederbörd är 754 millimeter. Den regnigaste månaden är september, med i genomsnitt 159 mm nederbörd, och den torraste är december, med 2 mm nederbörd.